# إلفيس توماس
إلفيس توماس (27 يوليو 1972 في كندا - ) هو لاعب كرة قدم كندي في مركز الوسط. شارك مع منتخب كندا لكرة القدم. أما مع النوادي، فقد لعب مع إمباكت مونتريال وToronto Lynx ‏ وConnecticut Wolves ‏ وDurham Storm ‏.

## وصلات خارجية
- إلفيس توماس على موقع قاعدة بيانات كرة القدم.إي يو (الإنجليزية)
- إلفيس توماس على موقع ناشيونال فوتبول تيمز (الإنجليزية)